# Томбой

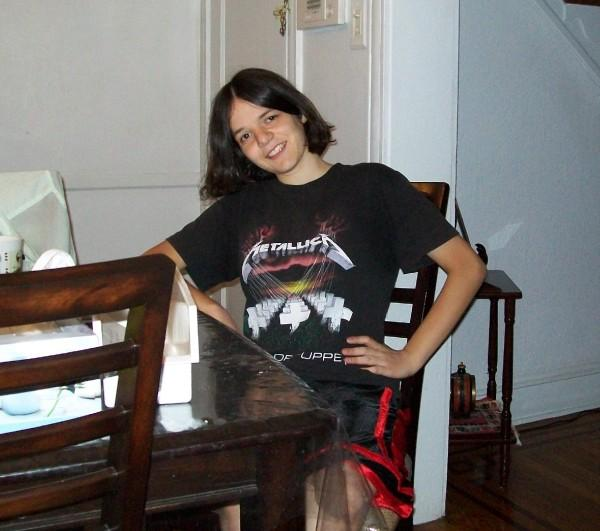
Дівчинка, вбрана як томбой

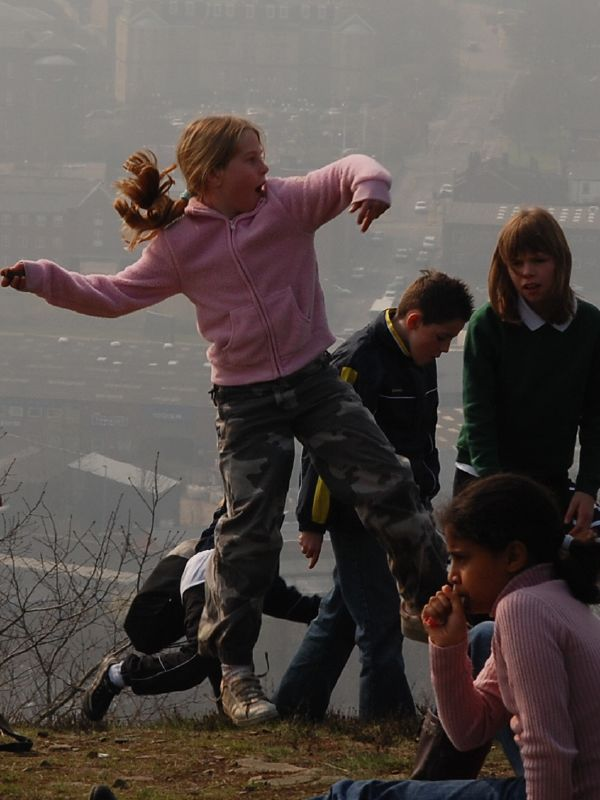
Дівчика бавиться в кидання каміння

Томбо́й (англ. Tomboy — шибайголова) — жінка або дівчинка, яка демонструє характеристики або поведінку, що стереотипно характерні для хлопчика або чоловіка. Томбой виник на позначення дівчат і жінок, які насмілювались жити повноцінніше, ніж їм «належало», але, відповідно до Оксфордського словника англійської мови, «був пов'язаний з конотаціями грубості та непристойності» всього періоду експлуатації терміну.
Дослідник гендеру Джек Халберстам стверджує, що у пубертат, коли кидається виклик гендерним ролям, тих дівчат підліткового віку, які проявляють маскулінні риси, часто пригнічують або карають.

## Розумний одяг та здорова дієта

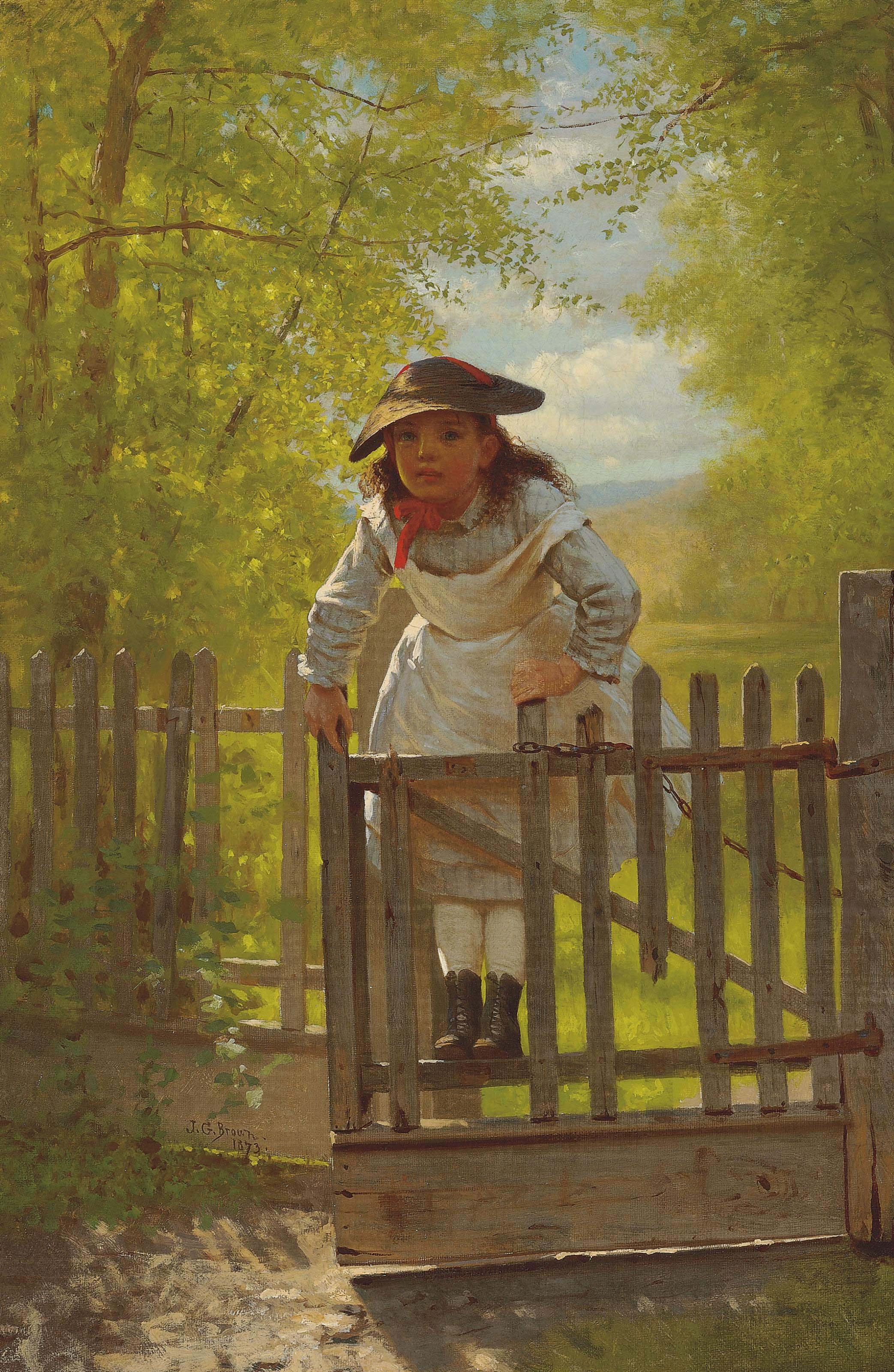
The Tomboy Джона Джорджа Брауна, 1873

У Оксфордському словнику перше використання терміна томбой датується 1592 роком, але раніше вживання зафіксовано в Ralph Roister Doister, яке, як вважають, бере початок 1553 року й опубліковане 1567 року.
В американській культурі ХІХ століття вживання слова «томбой» виникло на позначення такого кодексу поведінки, що дозволив би молодим дівчатам проявляти себе, носити «розумний одяг», а також мати «здорову дієту». Саме завдяки акценту на здоровому способі життя у цей період швидко росла популярність томбой-дівчат; це була альтернатива панівному «жіночому» кодексу поведінки, який обмежував фізичний розвиток жінок. У книзі Жінки та Економіка (1898) письменниця-феміністка Шарлотта Перкінс Гілман підкреслює переваги для здоров'я дівчат- і жінок-томбоїв, а також свободу для дослідження гендеру: «Не той час, щоб лишатись фемінною». Адвокат Джозеф Лі в 1915 році вважав фазу шибеництва (томбой) вирішальною для фізичного розвитку дитини від 8 до 13 років. Томбоїзм лишався популярною темою в суспільстві, літературі, а невдовзі й у кінематографі протягом Першої та Другої світової війни.

## Сучасність

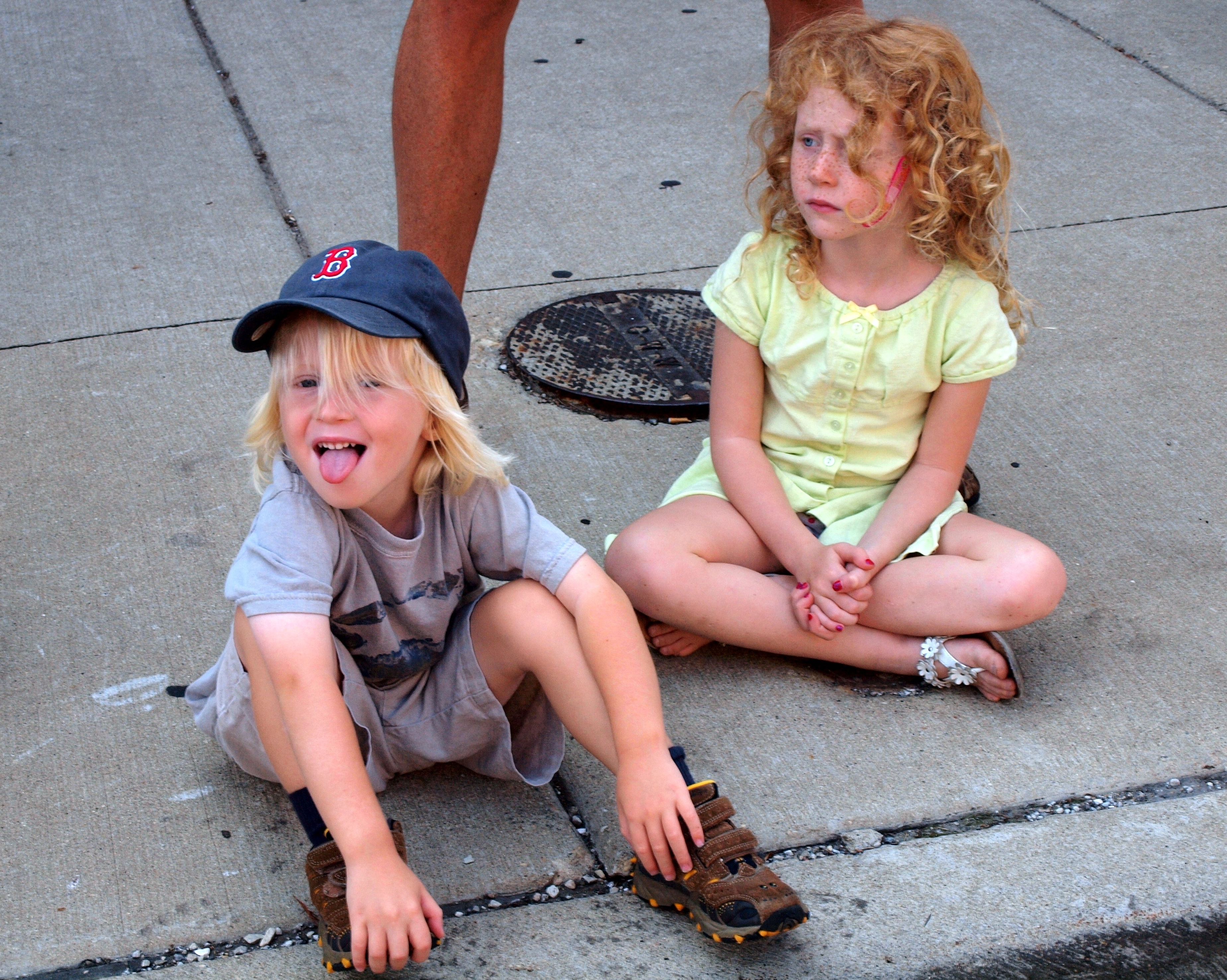
Дві дівчинки: томбой та «girly girl».

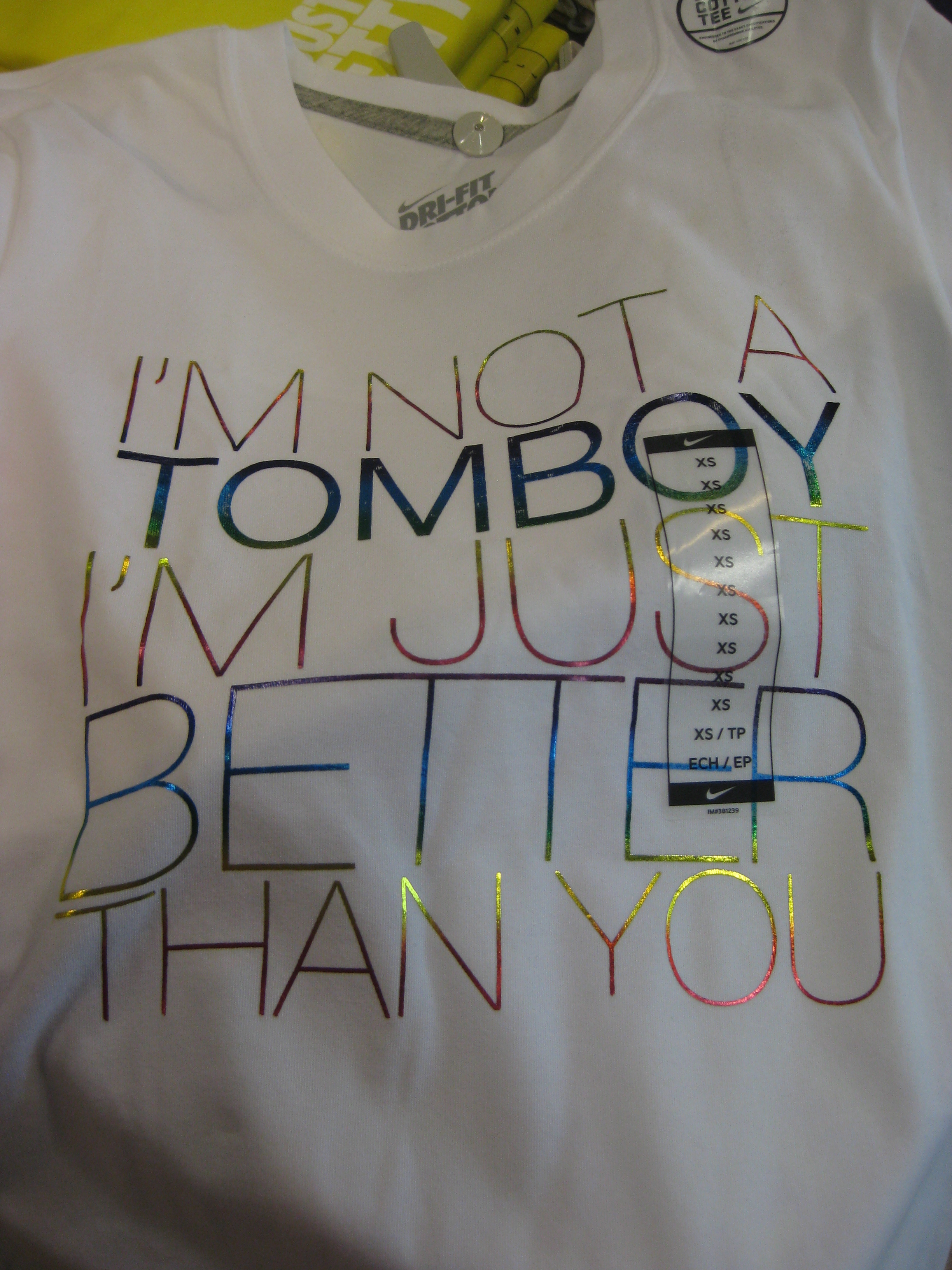
Футболка з написом: Я не томбой, я просто краща за тебе у цьому.

Одяг, який носять сучасні томбої, в західному світі здебільшого вже не вважається маскулінним, і дівчата та жінки, що не носять фемінний одяг (сукні, каблуки тощо), вже не піддаються настільки жорстким санкціям, як раніше. Ріст популярності жіночих спортивних подій та завоювання з розвитком феміністичного руху жінками видів діяльності, в яких традиційно домінували чоловіки, розширило суспільну толерантність і зменшило зневажливість терміну томбой. Замість сорому соціолог Баррі Торн запропонувала жінкам говорити з гордістю: «Я була (і є) незалежною й активною; Я тримаю (і триматиму) себе на рівні з хлопцями та чоловіками, я заслуговую їхню повагу та дружбу; Я чиню опір (і продовжую чинити опір) гендерним стереотипам».

## Томбой і лесбійство
У XX столітті у зв'язку з поширенням психоаналізу та через реакцію проти ЛГБТ-руху в суспільстві виник інтерес до сексуальності томбоїв, наприклад, чи призводить томбоїзм до лесбійства (див. Буч і фем).
Хоча томбой не є справжнім показником сексуальної орієнтації, і не всі дівчатка, що активно поводяться, є гомосексуальними, кореляція між томбойством і лесбійством простежується протягом історії. Голлівудські фільми шаблонізують дорослих томбой як «хижих дайк».
Томбої, які все-таки ідентифікуються як лесбійки, цінують зв'язок цих ідентичностей. Лінні Ямагучі та Карен Барбер, редакторки лесбійського видання Tomboys! Tales of Dyke Derring-Do, пишуть, що «Слово томбой для багатьох лесбійок значить набагато більше, ніж просто фраза», «Здається, це залишиться частиною фундаменту того, хто ми як дорослі». Багато авторок у Tomboys! пов'язують ідентичність «томбой» та ідентичність лесбійки як «культурні та гендерні кордони».

## В культурі
Див. Список вигаданих томбоїв